# Lenguas amerindias
Las lenguas amerindias es una controvertida propuesta de familia de lenguas, más exactamente una macrofamilia, presentada por el lingüista Joseph Greenberg en 1986 para la clasificación de las lenguas indígenas de América, a partir de su método de comparación léxica masiva. En este planteamiento, solo hay dos familias más de lenguas indígenas americanas, que son las más aceptadas lenguas na-dené y lenguas esquimo-aleutianas; estas tres agrupaciones representarían tres olas migratorias distintas de acuerdo con Greenberg, la primera de las cuales correspondería al pueblo amerindio, también llamado paleoamericano por los estudiosos de la América precolombina. Todas las lenguas excluidas de las familias Na-Dené y esquimo-aleutiana forman parte de la macrofamilia amerindia. Esta propuesta fue publicada en el libro The Settlement of the Americas (1986), aunque la unidad de las lenguas americanas fue previamente sugerida por Trombetti (1905) y por el mismo Greenberg (1960).

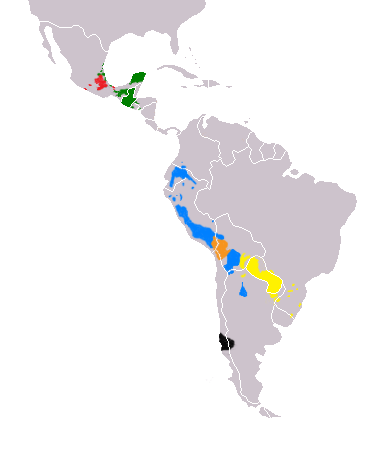
Áreas de distribución de las lenguas ameríndias más habladas a principios del :
Quechua (8.000.000 de habl. aprox.)
Guaraní (8.000.000 de habl. aprox.)
Lenguas mayas (4.900.000 de habl. aprox.)
Aimara (2.100.000 de habl. aprox.)
Náhuatl (1.900.000 de habl. aprox.)
Mapudungun (150.000 habl. aprox.)

Las lenguas amerindias se hablaban en toda América, desde Canadá hasta el extremo meridional de Sudamérica, hasta la llegada de los europeos al Nuevo Mundo, que impusieron las lenguas indoeuropeas, dominando hoy el inglés, el español y el portugués.

## Hablantes
En los últimos 500 años se ha producido una desaparición de dichas lenguas, estimándose que, de las miles que existieron, hoy en día se reducen a unas 600 lenguas habladas por 28 millones de personas, lo cual supone una media de 47 000 hablantes por lengua. Sin embargo, la distribución real del número de hablantes por cada lengua no es homogénea, ya que tan solo 17 de estas lenguas constituyen el 90 % de la población amerindia, con más de 100 000 hablantes. Por otro lado, las lenguas indias norteamericanas están muy cercanas a la extinción, dado que los jóvenes tienden a hablar el inglés.
Hoy en día el quechua es la lengua amerindia más hablada, con 8 millones de hablantes en Perú, Ecuador, Bolivia y Colombia. El guaraní es el segundo más hablado con casi la misma cifra en Paraguay, Brasil y Argentina. Otras lenguas importantes son el aimara, el náhuatl o azteca y el maya quiché.

## Críticas contra la hipótesis amerindia
La propuesta de Greenberg es generalmente descartada por histórico-lingüistas por dos razones:
- El método de la comparación léxica masiva es célebre porque no permite distinguir las similitudes originadas por una relación histórica entre determinados idiomas y porque no ofrece medios de distinción entre similitudes por contacto histórico y por común descendencia.
- Los datos con los cuales se realizó el estudio incluyen un gran número de errores. Los expertos que han revisado los fallos relativos a las lenguas en las cuales son expertos estiman por lo común que cerca de la mitad del mismo conjunto es incorrecto. En algunos casos, el conjunto de datos completo es erróneo.

Existe un problema aún mayor. El autor utilizó fuentes oscuras o muy antiguas, sin adecuarse a los estándares académicos. Por ejemplo, no ofreció citas de los datos empleados por lo que resulta casi imposible verificarlos. Frecuentemente para cada familia, Greenberg y Ruhlen escogen una lengua concreta donde ven mayor parecido léxico, en lugar de reconstruir adecuadamente la protolengua de la familia en cuestión que sería un procedimiento más seguro, para las grandes familias dado el elevado número de lenguas resulta fácil encontrar una palabra que muestre por azar mayor parecido, por esa razón la comparación léxica practicada por estos autores ha sido muy criticada.
Campbell (1979, 1997) critica que se escoja arbitrariamente entre las lenguas de una familia, porque dado el elevado número de lenguas en una familia, siempre resulta más fácil encontrar parecidos al azar de una muestra grande que si se restringe rigurosamente la elección a las formas reconstruidas para la protolengua mediante el método comparativo. Además Greenberg y Ruhlen no siempre escogen las mismas formas del pronombre sino que en ocasiones consideran las formas libres, en ocasiones los posesivos y en ocasiones las marcas de persona en el verbo; eso aumenta todavía más la libertad de elección y las posibilidades de cometer un error de tipo II.
La hipótesis amerindia no ha recibido, como se ha mencionado anteriormente, aceptación general por parte de los lingüistas que trabajan en lingüística histórica. El rechazo es particularmente notorio entre los especialistas en lenguas autóctonas americanas, debido al hecho de que la base de la propuesta se basa en la comparación léxica masiva. Esta técnica generalmente se considera inapropiada porque es incapaz de distinguir las semejanzas debidas al azar de las semejanzas debidas a un parentesco histórico genuino, y por tanto los resultados basados en ella se consideran inconcluyentes. 
Además de estas críticas generales, varios autores han señalado un gran número de errores particulares a la hora de citar los datos: formas erróneas, glosas equivocadas, segmentación morfológica injustificada, equivocación de los nombres de las lenguas y mención de formas completamente espurias. Los expertos que han revisado los datos respecto a las lenguas que conocen típicamente, consideran que existe un 50 % de las formas citadas que contienen algún tipo de error. En algunos casos, el 100 % de los datos son erróneos.
Otro problema mayor aún es que, contrariamente a la práctica usual de los especialistas, no se dan citas o referencias para los datos, que en la mayoría de los casos provienen de lenguas para las que no existe una fuente estándar o reconocida. Además, Greenberg no estandariza la transcripción fonológica de los datos, con lo cual es imposible saber -a menos que se conozca la fuente original- qué valor fonológico dar a cada signo.

## Pruebas a favor de la hipótesis amerindia
La hipótesis amerindia, consistente en la afirmación de que las lenguas indígenas americanas, excepto las eskimo-aleutianas y las na-dené, constituyen una unidad filogenética bien definida ha encontrado apoyo sobre todo entre los discípulos de Greenberg. Merritt Ruhlen, por ejemplo, ha intentado proporcionar más pruebas en favor de esta controvertida hipótesis.
La hipótesis lingüística de Greenberg desarrollada mediante la comparación léxica masiva se sustenta en otra hipótesis: la del origen común de los amerindios, demostrado en los estudios genéticos y las comparaciones dentales, que expuso con Christy Turner y Stephen Zegura.
Ruhlen se muestra escéptico ante la idea de que las lenguas americanas se dividan en nada menos que unas 200 familias entre las que no pueda probarse ninguna afinidad. Por otra parte, entre las pruebas más concluyentes, Ruhlen aduce la importancia del ablaut tripartito i / u / a ( i.e. masculino / femenino / neutro) en tripletas como t'ina / t'una / t'ana ('hijo' / 'hija' / 'niño'), así como el patrón pronominal na / ma (i.e. 1ª persona / 2ª persona) razonablemente extendido entre las lenguas americanas, y señalado inicialmente por Alfredo Trombetti en 1905 (aunque otros lingüistas lo atribuyen a factores diferentes del parentesco). Ruhlen menciona los inicios de esta última discusión, citando una carta personal del Edward Sapir a A. L. Krober:

Getting down to brass tacks, how in the Hell are you going to explain general American n- 'I' except genetically? It's disturbing, I know, but (more) non-committal conservatism is only dodging, after all, isn't it? Great simplifications are in store for us.

La siguiente es una selección de pronombres singulares amerindios de varias lenguas, mostrando el patrón señalado por Trombetti de abundancia de na en la primera persona y de ma en la segunda persona (obsérvese también la recurrencia del ya en primera persona):
| Lengua       | Familia    | 'yo'               | 'tú'       | 'él'       |
| ------------ | ---------- | ------------------ | ---------- | ---------- |
| Ojibwa       | Álgica     | niin               | giin       | wiin       |
| Cheroqui     | Iroquesa   | a-ya               | ni-hi      | a-tsv-ya-i |
| Karok        | (aislada)  | na                 | 'im        | 'um        |
| Kiliwa       | Yumana     | ñap                | may        | ñipáa      |
| Náhuatl      | Uto-azteca | na                 | ta         | ya         |
| Mixteco      | Otomangue  | saña, na           | ye'e       | da         |
| Maya         | Mayense    | kin, in            | teech      | leti'      |
| Muisca       | Chibcha    | hycha              | mue/m-/ma- | asy        |
| Apalaí       | Caribe     | onu                | omoro      | toiro      |
| Hup          | Makú       | 'ãh                | 'ám        | tɨ́h        |
| Yanomami     | Yanomami   | ya                 | wa         | a          |
| Yine         | Arahuaca   | -no                | pɨ-        | wal'a      |
| Siona        | Tucana     | yɨ'ɨ               | mɨ̃'ɨ̃       | p'ak'o     |
| Chácobo      | Pano       | ɨa                 | mi-a       | ha-a       |
| Tacana       | Tacana     | yama               | miada      | toaweda    |
| Quechua      | Quechua    | noqa               | qam        | pay        |
| Aimara       | Aimara     | naya               | juma       | jupa       |
| Mosetén      | Mosetena   | yäe                | mi         | mu'        |
| Toba         | Guaicurú   | ayim               | 'am        | -maji      |
| Wichí        | Mataguaya  | n’lham             | am         | lham       |
| Mapuche      | (aislada)  | iñche              | eymi       | fey        |
| Ona          | Chon       | y-ah               | m-ah       | -          |
| Günün a küna | (aislada)  | kua (yo) kia (mío) | küma       | sasü       |
| Aonekenk     | Chon       | ya                 | ma         | ta         |

Para las hipotéticas macrofamilias amerindias, se han propuesto los pronombres para primera y segunda persona. En la siguiente tabla de Ruhlen figuran los pronombres singulares que están muy extendidos; pero si están precedidos por un asterisco son reconstrucciones. Cuando se considera que hay más de una raíz, estas están separadas con una barra (/) y las formas alternativas de la misma raíz se separan con un guion (-):
| Macrofamilia                                              | 'yo'                  | 'tú'                      |
| --------------------------------------------------------- | --------------------- | ------------------------- |
| Almosano (álgico, kutenai, wakash, salish)                | *ne-                  | *ke-                      |
| Keresiux (macrosiux, keres)                               | hinʊ / iʔi            | ʔīs - híṣu                |
| Penutí                                                    | nV / ʔi - hi          | ma - mi / wiʔš            |
| Hokana                                                    | na                    | ma - mi / ika - hik / p-  |
| Amerindio central (azteco-tanoana, otomangue)             | nV                    | ma - mu                   |
| Macro-chibcha                                             | na / hi - i           | ma - mo / pe - pa - bo    |
| Macro-paez                                                | na / i                | paje - bü                 |
| Andino                                                    | na / hi - i           | ma - mi / p- - bi         |
| Macro-tucano                                              | hi - yi               | ma - mi                   |
| Ecuatorial                                                | nV / hi - he - yi - e | ma - mi / pi - pa         |
| Macro-caribe (Caribe, andoque, bora-witoto, yagua)        | awe - owi             | ama - amoro               |
| Macro-pano (pano-tacanas, mataco-guaicurúes, lule-vilela) | nV / i - e - ye       | mi - am                   |
| Macro-ye                                                  | nV / he - i           | ma - ama / *ka - qa - aki |

Para sugerir los posibles cognados, Greenberg y Ruhlen analizan unas 910 formas etimológicas, varias de las cuales se remotarían al proto-amerindio. Las pruebas arqueológicas indicarían que la colonización de América, la cual parte de Alaska y llega hasta el extremo sur del continente, habría tomado solo unos mil años. Así pues, formas importantes del proto-amerindio como *t’ina, *t’ana y *t’una, que corresponderían a 'hijo', 'niño'(a) e 'hija' respectivamente; constituirían un respaldo lingüístico para esta rápida expansión, tal como se muestra en la tabla siguiente:

#### Lenguas amerindias centro-septentrionales
| Grupo             | Familia          | Idioma           | Cognado propuesto             | Significado                   |
| ----------------- | ---------------- | ---------------- | ----------------------------- | ----------------------------- |
| Almosano          | Álgica           | Wiyot            | (yi)-dān                      | hijo                          |
| Almosano          | Álgica           | Yurok            | cin                           | muchacho                      |
| Almosano          | Álgica           | Proto-algonquino | *ne-tāna                      | mi hija                       |
| Almosano          | aislado          | Kutenai          | ga’-cwín                      | hija                          |
| Almosano          | Chimaku          | Proto-chimaku    | *ts’in-                       | joven                         |
| Almosano          | Salish           | Coeur d'alene    | tune                          | sobrina                       |
| Almosano          | Wakash           | Nutka            | t’an’a                        | infante                       |
| Keresiux          | Siux             | Chiwere          | taŋ-e                         | hermana                       |
| Keresiux          | aislado          | Yuchi            | -c’one / -tane                | hijo(a) / hermano             |
| Keresiux          | Iroquesa         | Mohawk           | -ʔtsin                        | niño                          |
| Keresiux          | Caddoana         | Pawnee           | ti-ki (< *tin-ki)             | niño, hijo                    |
| Keresiux          | Keresana         | Keres            | -t’aona                       | hermana                       |
| Penutí            | Tsimshiánica     | Tsimshian        | łuk-taēn                      | nieto(a)                      |
| Penutí            | Oregoniana       | Siuslaw          | t’āt / tīɫ                    | sobrino / sobrina             |
| Penutí            | Mesetaria        | Cayuse           | pnē-t’iŋ / i-tsaŋu            | mi hermano / joven            |
| Penutí            | Maidu            | Proto-maidu      | *tũn                          | hermano menor                 |
| Penutí            | Uti              | Miwok            | tune-                         | hija                          |
| Penutí            | Wintuana         | Wintun           | te- / o-tun-če                | hijo(a) / hermana mayor       |
| Penutí            | Yokutsana        | Yaundanchi       | bu-tson                       | hijo                          |
| Penutí            | aislado          | Atákapa          | c’on / ten-s / ten-sa         | joven / sobrino / sobrina     |
| Penutí            | aislado          | Chitimacha       | tāt’in                        | hermano(a) menor              |
| Penutí            | Yuki-wappo       | Yuki             | -c’ína                        | yerno                         |
| Penutí            | Maya             | Choltí           | i-tsin                        | hermano menor                 |
| Penutí            | Maya             | Kaqchikel        | iš-tan                        | señorita                      |
| Penutí            | Mixe-zoqueana    | Mixe             | ïts / uts                     | hermano menor / hermana menor |
| Penutí            | Totonaco-tepehua | Totonaco         | t’ána-t                       | nieto(a)                      |
| Hokano            | Palaihnihana     | Achomawi         | a-tūn / a-tā(-wi)             | hermano menor / hija          |
| Hokano            | aislado          | Karok            | tunuè-ič                      | pequeño                       |
| Hokano            | Yana             | Yana norteño     | t’inī-si                      | nño(a), hijo(a)               |
| Hokano            | Pomo             | Proto-pomo       | *ț’á-qi                       | hermano(a) menor              |
| Hokano            | aislado          | Salinero         | a-t’on                        | hermana menor                 |
| Hokano            | aislado          | Washo            | wi-ts’u-k / t’ánu             | hermana menor / persona       |
| Hokano            | Chumash          | Ventureño        | u-tinai                       | infante                       |
| Hokano            | aislado          | Esselen          | tano-č / tutsu                | mujer / sobrina               |
| Hokano            | Yumano-cochimí   | Kumiai           | in-ča-čun                     | mi hermana mayor              |
| Hokano            | aislado          | Coahuilteco      | ya-t’ān / t’an-pam / kuant’ān | hermana / niño(a) / nieto(a)  |
| Amerindio central | Kiowa-tanoana    | Kiowa            | tãʔ                           | hermano(a)                    |
| Amerindio central | Uto-azteca       | Ute              | tua                           | hijo                          |
| Amerindio central | Uto-azteca       | Tarahumara       | rana                          | hijo(a)                       |
| Amerindio central | Uto-azteca       | Náhuatl          | ten-tzo                       | hermano menor                 |
| Amerindio central | Otomangue        | Otomí            | t’i-xṹ                        | hija                          |
| Amerindio central | Otomangue        | Mixteco          | tãʔã / táʔnù iʔšá             | hermano(a) / hermana menor    |

#### Lenguas amerindias meridionales
| Grupo                 | Familia         | Idioma                | Cognado propuesto                               | Significado                                                      |
| --------------------- | --------------- | --------------------- | ----------------------------------------------- | ---------------------------------------------------------------- |
| Chibchano             | Lenca           | Lenca                 | tuntu-rusko                                     | hermana menor                                                    |
| Chibchano             | Misumalpa       | Misquito              | tuk-tan                                         | niño                                                             |
| Chibchano             | Chibchense      | Rama                  | du-tuŋ                                          | hermano menor                                                    |
| Chibchano             | Chibchense      | Chibcha               | čune                                            | nieto(a)                                                         |
| Paezano               | Paezana         | Paez                  | ne-čī-k                                         | hijo                                                             |
| Paezano               | Barbacoana      | Colorado              | sona                                            | mujer                                                            |
| Paezano               | Yunga           | Chimú                 | čan / čun                                       | hermano / hermana                                                |
| Andino                | Zaparoana       | Iquito                | i-ta-ka                                         | niña                                                             |
| Andino                | Quechua         | Quechua               | pana / ñaña                                     | hermana (de hermana) / hermana (de hermano)                      |
| Andino                | Aimaraica       | Aimara                | tayna                                           | primogénito(a)                                                   |
| Andino                | aislado         | Mapuche               | coñi                                            | hijo (de mujer)                                                  |
| Fuego-Pampa-Patagonia | Selknam         | Selknam               | na(h)qn / qajjn t'amn / lal?                    | hermana / hermano hija / hijo                                    |
| Fuego-Pampa-Patagonia | Aoneko'a'ien    | Aonekenk              | jemon / jeu kalemen / kalem                     | hermana / hermano hija / hijo                                    |
| Fuego-Pampa-Patagonia | Günün a yajüch  | Günün a küna          | küpatsüm / küpa aagatr / tsakan                 | hermana / hermano hijo / hija                                    |
| Fuego-Pampa-Patagonia | Háusi Kuta      | Yagan                 | mucuschipa / möcus --- / macu                   | hermana / hermano hija / hijo                                    |
| Fuego-Pampa-Patagonia | Wurkwurwe       | Wayteka               | konkose / konkonk serse / ser                   | niña / niño hija / hijo                                          |
| Fuego-Pampa-Patagonia | Aksaná          | Kawesqar              | taksókteksélas / taksóktek aihjólsélas / aihjól | hermana / hermano hija / hijo                                    |
| Macro- tucano         | Arutani-sapé    | Kaliana               | taige                                           | hermano                                                          |
| Macro- tucano         | aislado         | Capishana             | mia-tuna / ña-tõ-küi                            | hermano mayor / hermana mayor                                    |
| Macro- tucano         | aislado         | Iranshe               | atina / atuna                                   | pariente masculino / pariente femenino                           |
| Macro- tucano         | Makú            | Puinave tiquie        | ten / ton / tenten                              | hijo / hija / nieto                                              |
| Macro- tucano         | aislado         | Masaca                | tani-mai                                        | hermana menor                                                    |
| Macro- tucano         | Nambicuara      | Nambicuara sureño     | tyũʔn / ui-tono-re                              | pequeño / hijo                                                   |
| Macro- tucano         | Tucana          | Siona                 | ciyn                                            | hijo                                                             |
| Ecuatorial            | aislado         | Trumaí                | ta-kwai / tain                                  | hermano menor (habla femenina) / hermana menor (habla masculina) |
| Ecuatorial            | Timoteana       | Cuica                 | tin-gua                                         | hijo, niño                                                       |
| Ecuatorial            | Zamucana        | Morotoco              | a-tune-sas                                      | niña                                                             |
| Ecuatorial            | aislado         | Cofán                 | tzán-dey-dése                                   | niño                                                             |
| Ecuatorial            | aislado         | Esmeraldeño           | tin, tĩon / tini-usa                            | mujer / hija                                                     |
| Ecuatorial            | aislado         | Yaruro                | to-kwĩ / išĩ-to-hwĩ / hia-to-kwi                | niñito / niñita / nieto materno                                  |
| Ecuatorial            | Tupí-guaraní    | Avá-canoeiro          | kuña-tain                                       | niña pequeña                                                     |
| Ecuatorial            | Tupí-guaraní    | Guaraní               | mitãkuña                                        | niña                                                             |
| Ecuatorial            | Guahibana       | Guahibo               | ā-tō                                            | hermano mayor                                                    |
| Ecuatorial            | Uru-chipaya     | Chipaya               | t’uana, txuna                                   | mujer                                                            |
| Ecuatorial            | aislado         | Guamo                 | tua                                             | hija                                                             |
| Ecuatorial            | Arauana         | Dení                  | daʔu / tu                                       | hijo / hija                                                      |
| Ecuatorial            | Chapacura-wañam | Itene                 | tana / tana-muy                                 | mujer / niña                                                     |
| Ecuatorial            | Arahuaca        | Asháninca             | a-ten-dari / cina-ni                            | hombre / mujer                                                   |
| Ecuatorial            | Arahuaca        | Guajiro               | čon, ačon / hintüi                              | hijo(a) / niño                                                   |
| Ecuatorial            | Arahuaca        | Yavitero              | no-tai̯n-tani / nutani-mi                        | mi hijo / mi hija                                                |
| Macro- Caribe         | aislado         | Andoke                | tīna / tihi                                     | una mujer / niña, madre                                          |
| Macro- Caribe         | Peba-yagua      | Yagua                 | dēnu                                            | niño                                                             |
| Macro- Caribe         | Caribe          | Macushí               | taŋ-sa                                          | niña                                                             |
| Macro- Caribe         | Bora-witoto     | Huitoto               | i-taño                                          | niña                                                             |
| Macro- pano           | Mascoyana       | Enxet                 | tawin                                           | nieto(a)                                                         |
| Macro- pano           | Mataco-guaicurú | Mataco                | čina                                            | hermana menor                                                    |
| Macro- pano           | Pano            | Shipibo               | sun-taku / čina-n                               | muchacha / mujer                                                 |
| Macro- pano           | Tacana          | Tacana                | -tóna                                           | hermana menor                                                    |
| Macro-ye              | aislado         | Rikbaktsá             | tsiʔn-kärar                                     | pequeño                                                          |
| Macro-ye              | aislado         | Oti                   | dondu-ede                                       | mujer                                                            |
| Macro-ye              | aislado         | Guató                 | čina                                            | hermano mayor                                                    |
| Macro-ye              | Bororo          | Bororo                | i-tuna-regede                                   | infante                                                          |
| Macro-ye              | Krenak          | Botocudo              | giku-taŋ / tontan                               | hermana / esposa                                                 |
| Macro-ye              | Mashakalí       | Makoní                | a-tina-n                                        | niña, hija                                                       |
| Macro-ye              | Kamakã          | Menién                | a-to / as-čun                                   | hermano / mujer                                                  |
| Macro-ye              | Purí            | Purí                  | ek-ton / makaša-tane                            | hijo / hermano                                                   |
| Macro-ye              | Ye              | Káingang (guarapuava) | tetan / un-tantan                               | niña / mujer                                                     |
| Macro-ye              | Ye              | Kayapó                | i-ton / tun-juo                                 | hermano / niña                                                   |
| Macro-ye              | Ye              | Timbira (piokobyé)    | ha-tõn / tõn-ko / a-tõn-kä / a-tõn              | hermano menor / hermano mayor / hermana menor / hermana mayor    |

## Subgrupos amerindios según Greenberg y Ruhlen
La clasificación interna de un grupo de lenguas es un asunto generalmente más complicado que establecer la relación genética de un grupo de lenguas. En cuanto a las lenguas amerindias la propia idea de que forman una familia lingüística en el sentido establecido del término es muy discutida, al igual que las agrupaciones que proponen Greenberg y Ruhlen.
Las clasificaciones más conservadores identifican más de 100 familias de lenguas amerindias y un buen número de lenguas no clasificadas en ninguno de los anteriores grupos. Las relaciones de largo alcance entre todas estas familias siguen siendo conflictivas. Greenberg (1987) y Ruhlen proponen una clasificación interna de las lenguas indígenas de América, que resulta tan controvertida como la propuesta de que todas esas lenguas constituyen una familia lingüística convencional:
1. Norte-Centro
  1. Norteñas
    1. Almosano-Keresiux
      1. Almosano (Álgico-Wakash-Salish)
      2. Keresiux: (Keres-sioux)

    2. Penutio-Hokano
      1. Penutio
      2. Hokano

  2. Centrales
    1. Azteca-Tanoano
      1. Tanoano
      2. Uto-Azteca

    2. Oto-Mangueano
2. Sureñas
  1. Andino
    1. Andino septentrional
      1. Catacao
      2. Cholono
      3. Culli
      4. Leko
      5. Sechura

    2. Aru
    3. Itucale-Sabela
    4. Kawapano-Záparo
      1. Kawapano
      2. Záparo

    5. Quechua
    6. Andino meridional
      1. Kawésqar
      2. Mapuche
      3. Günün a küna
      4. Chon-Tehuelche (ona)
      5. Yámana

  2. Chibcha-Paez
    1. Chibcha
    2. Paezano
      1. idioma paez
      2. Chocó
      3. Yunga
      4. Kunza
      5. Huarpe
      6. Andakí
      7. Itonama

  3. Ecuatorial-Tucano
    1. Ecuatorial
      1. Macro-arawakano
      2. Salibano
      3. Macro-tupí
      4. Jívaro
      5. Uru-chipaya

    2. Macro-tucano
      1. Tukano
      2. Makú
      3. Nambikwara
      4. Katukina

  4. Ye-pano-caribe
    1. Macro-Pano
      1. Pano-takano
      2. Mataco-Guaicurú
      3. Lule-Vilela

    2. Macro-Gê
    3. Macro-Caribe
      1. Caribe
      2. Bora-Witoto
      3. Peba-Yagua
      4. Andoke

## Genética de poblaciones e hipótesis amerindia
Desde finales del siglo XX, ha existido un interés en comparar la clasificación lingüística y la clasificación genética de las lenguas humanas, ya que todo indica que en muchas regiones existe un alto grado de correspondencia entre ambas clasificaciones. En esa línea Greenberg (1987) ha sugerido que los tres grupos lingüísticos que él identifica en América (amerindio, na-dené y eskimo-aleutiano) representan tres migraciones diferentes a América y argumentado que existen pruebas antropométricas y genéticas que apoyan el origen genético diverso de estos tres grupos. Si bien muchos estudios genéticos de las poblaciones americanas han usado la clasificación de Greenberg como hipótesis base. Otros estudios basados en clasificaciones más amplimente aceptadas y que rechazan la hipótesis amerindia se ajustan mejor a los datos. Así por ejemplo Hunley y Long (2004) han demostrado sobre la base la variación del ADN mitocondrial, que la clasificación de Greenberg en tres grupos puede dar cuenta del 31,9 % de la variación genética (con un p-valor de 0,027), pero la clasificación más conservadora de Campbell (1997), que clasifica las mismas poblaciones en 17 grupos, explica  un 44,8 % (con un p-valor < 0,001), es decir, con una clasificación que rechaza la hipótesis amerindia puede explicarse un 40,4 % más de la varianza muestral. Este hecho muestra que el argumento genético lejos de respaldar la hipótesis amerindia, muestra que las clasificaciones tradicionales de las lenguas indígenas de América merecen ser consideradas preferentemente en los estudios de genética de poblaciones.
Sin embargo los estudios genéticos más profundos y actualizados, tanto a nivel autosómico (genoma), mitocondrial y del cromosoma Y, apoyan la teoría de los tres procesos migratorios que poblaron América, (ver historia genética de los amerindios) en donde el conjunto más importante de poblaciones prehispánicas tienen un origen común a pesar de la diversidad lingüísitica y la separación geográfica. La antigüedad de esta primera gran migración se calcula entre los 15.000 y 19.000 años.

### Genética autosómica y proteica
Diversos estudios genéticos diferencian a los indígenas americanos en los 3 grandes grupos aunque no uniformemente enunciados. Un estudio de 14 locus genéticos encontró que poblaciones atabascanas (na-dené) están más cercanos a esquimales y chukchis que a los pueblos algonquinos (Szathmary 1981 y 1985).
Una investigación genética proteica (alotipo mg) en el Suroeste de EE. UU., encuentra que la diferencia genética más importante en la región está entre los na-dené del Sur (apache, navajo) y los demás pueblos (pima, pápago, hopi, hualapai), reforzando según los autores la tesis de las 3 migraciones, los paleoamericanos hace 16-40.000 años, los na-dené hace 12-14.000 años y los esquimo-aleutas hace 9.000.
Un estudio de Cavalli-Sforza (probablemente el genetista más célebre) y su equipo en 1988, examina por polimorfismo genético a 42 poblaciones alrededor del mundo, concluyendo que hay una correlación entre genética y lingüística de las macrofamilias, relacionando además los 3 grandes grupos de nativos americanos con las poblaciones del Norte de Asia del siguiente modo:
|  | Turco-siberiano                                      |
|  |                                                      |
|  | \| \| Chukchi \| \| \| \| \| \| Esquimal \| \| \| \| |
|  |                                                      |
|  | Chukchi                                              |
|  |                                                      |
|  | Esquimal                                             |
|  |                                                      |

|  | Chukchi  |
|  |          |
|  | Esquimal |
|  |          |

|  | Na-dené   |
|  |           |
|  | Amerindio |
|  |           |

|  | Turco-siberiano                                      |
|  |                                                      |
|  | \| \| Chukchi \| \| \| \| \| \| Esquimal \| \| \| \| |
|  |                                                      |
|  | Chukchi                                              |
|  |                                                      |
|  | Esquimal                                             |
|  |                                                      |

|  | Chukchi  |
|  |          |
|  | Esquimal |
|  |          |

|  | Na-dené   |
|  |           |
|  | Amerindio |
|  |           |

Posteriormente Cavalli-Sforza (1994) hace un estudio más exhaustivo analizando 23 etnias americanas. Como resultado afirma que hay un distanciamiento de los pueblos na-dené del Norte con los del Sur, apareciendo los del Norte más cercanos a los esquimales; en cambio los na-dené del Sur se acercarían a los pueblos almosanos (álgico-wakash). Las principales relaciones entre los grupos serían las siguientes:
|  | Chukchi, koriak, esquimo-siberianos                                         |
|  |                                                                             |
|  | \| \| Esquimales americanos \| \| \| \| \| \| Na-dené del Norte \| \| \| \| |
|  |                                                                             |
|  | Esquimales americanos                                                       |
|  |                                                                             |
|  | Na-dené del Norte                                                           |
|  |                                                                             |

|  | Esquimales americanos |
|  |                       |
|  | Na-dené del Norte     |
|  |                       |

|  | Chukchi, koriak, esquimo-siberianos                                         |
|  |                                                                             |
|  | \| \| Esquimales americanos \| \| \| \| \| \| Na-dené del Norte \| \| \| \| |
|  |                                                                             |
|  | Esquimales americanos                                                       |
|  |                                                                             |
|  | Na-dené del Norte                                                           |
|  |                                                                             |

|  | Esquimales americanos |
|  |                       |
|  | Na-dené del Norte     |
|  |                       |

Un trabajo más reciente (2007) de genética autosómica y coordinado entre laboratorios de genética molecular de EE. UU., Reino Unido, Suiza, Colombia, Perú, México, Canadá, Brasil, Costa Rica y Chile, relaciona 24 poblaciones autóctonas americanas con 54 poblaciones del resto del mundo; concluyendo que dentro del continente americano existe baja diversidad genética y en cambio una gran diferenciación con las poblaciones nativas del resto de mundo. Analizando los subgrupos propuestos por Greenberg, no se encuentra una correlación exacta con las macrofamilias americanas, sin embargo hay una relación que aproximadamente es la siguiente:
|  | Central (uto-azteca, otomangue)                                         |
|  |                                                                         |
|  | \| \| Chibchano-Paezano \| \| \| \| \| \| Ecuatorial-Tucano \| \| \| \| |
|  |                                                                         |
|  | Chibchano-Paezano                                                       |
|  |                                                                         |
|  | Ecuatorial-Tucano                                                       |
|  |                                                                         |

|  | Chibchano-Paezano |
|  |                   |
|  | Ecuatorial-Tucano |
|  |                   |

|  | Central (uto-azteca, otomangue)                                         |
|  |                                                                         |
|  | \| \| Chibchano-Paezano \| \| \| \| \| \| Ecuatorial-Tucano \| \| \| \| |
|  |                                                                         |
|  | Chibchano-Paezano                                                       |
|  |                                                                         |
|  | Ecuatorial-Tucano                                                       |
|  |                                                                         |

|  | Chibchano-Paezano |
|  |                   |
|  | Ecuatorial-Tucano |
|  |                   |

|  | Central (uto-azteca, otomangue)                                         |
|  |                                                                         |
|  | \| \| Chibchano-Paezano \| \| \| \| \| \| Ecuatorial-Tucano \| \| \| \| |
|  |                                                                         |
|  | Chibchano-Paezano                                                       |
|  |                                                                         |
|  | Ecuatorial-Tucano                                                       |
|  |                                                                         |

|  | Chibchano-Paezano |
|  |                   |
|  | Ecuatorial-Tucano |
|  |                   |

|  | Central (uto-azteca, otomangue)                                         |
|  |                                                                         |
|  | \| \| Chibchano-Paezano \| \| \| \| \| \| Ecuatorial-Tucano \| \| \| \| |
|  |                                                                         |
|  | Chibchano-Paezano                                                       |
|  |                                                                         |
|  | Ecuatorial-Tucano                                                       |
|  |                                                                         |

|  | Chibchano-Paezano |
|  |                   |
|  | Ecuatorial-Tucano |
|  |                   |

|  | Central (uto-azteca, otomangue)                                         |
|  |                                                                         |
|  | \| \| Chibchano-Paezano \| \| \| \| \| \| Ecuatorial-Tucano \| \| \| \| |
|  |                                                                         |
|  | Chibchano-Paezano                                                       |
|  |                                                                         |
|  | Ecuatorial-Tucano                                                       |
|  |                                                                         |

|  | Chibchano-Paezano |
|  |                   |
|  | Ecuatorial-Tucano |
|  |                   |

|  | Central (uto-azteca, otomangue)                                         |
|  |                                                                         |
|  | \| \| Chibchano-Paezano \| \| \| \| \| \| Ecuatorial-Tucano \| \| \| \| |
|  |                                                                         |
|  | Chibchano-Paezano                                                       |
|  |                                                                         |
|  | Ecuatorial-Tucano                                                       |
|  |                                                                         |

|  | Chibchano-Paezano |
|  |                   |
|  | Ecuatorial-Tucano |
|  |                   |

|  | Central (uto-azteca, otomangue)                                         |
|  |                                                                         |
|  | \| \| Chibchano-Paezano \| \| \| \| \| \| Ecuatorial-Tucano \| \| \| \| |
|  |                                                                         |
|  | Chibchano-Paezano                                                       |
|  |                                                                         |
|  | Ecuatorial-Tucano                                                       |
|  |                                                                         |

|  | Chibchano-Paezano |
|  |                   |
|  | Ecuatorial-Tucano |
|  |                   |

|  | Central (uto-azteca, otomangue)                                         |
|  |                                                                         |
|  | \| \| Chibchano-Paezano \| \| \| \| \| \| Ecuatorial-Tucano \| \| \| \| |
|  |                                                                         |
|  | Chibchano-Paezano                                                       |
|  |                                                                         |
|  | Ecuatorial-Tucano                                                       |
|  |                                                                         |

|  | Chibchano-Paezano |
|  |                   |
|  | Ecuatorial-Tucano |
|  |                   |

|  | Central (uto-azteca, otomangue)                                         |
|  |                                                                         |
|  | \| \| Chibchano-Paezano \| \| \| \| \| \| Ecuatorial-Tucano \| \| \| \| |
|  |                                                                         |
|  | Chibchano-Paezano                                                       |
|  |                                                                         |
|  | Ecuatorial-Tucano                                                       |
|  |                                                                         |

|  | Chibchano-Paezano |
|  |                   |
|  | Ecuatorial-Tucano |
|  |                   |

|  | Central (uto-azteca, otomangue)                                         |
|  |                                                                         |
|  | \| \| Chibchano-Paezano \| \| \| \| \| \| Ecuatorial-Tucano \| \| \| \| |
|  |                                                                         |
|  | Chibchano-Paezano                                                       |
|  |                                                                         |
|  | Ecuatorial-Tucano                                                       |
|  |                                                                         |

|  | Chibchano-Paezano |
|  |                   |
|  | Ecuatorial-Tucano |
|  |                   |

|  | Central (uto-azteca, otomangue)                                         |
|  |                                                                         |
|  | \| \| Chibchano-Paezano \| \| \| \| \| \| Ecuatorial-Tucano \| \| \| \| |
|  |                                                                         |
|  | Chibchano-Paezano                                                       |
|  |                                                                         |
|  | Ecuatorial-Tucano                                                       |
|  |                                                                         |

|  | Chibchano-Paezano |
|  |                   |
|  | Ecuatorial-Tucano |
|  |                   |

|  | Central (uto-azteca, otomangue)                                         |
|  |                                                                         |
|  | \| \| Chibchano-Paezano \| \| \| \| \| \| Ecuatorial-Tucano \| \| \| \| |
|  |                                                                         |
|  | Chibchano-Paezano                                                       |
|  |                                                                         |
|  | Ecuatorial-Tucano                                                       |
|  |                                                                         |

|  | Chibchano-Paezano |
|  |                   |
|  | Ecuatorial-Tucano |
|  |                   |

|  | Central (uto-azteca, otomangue)                                         |
|  |                                                                         |
|  | \| \| Chibchano-Paezano \| \| \| \| \| \| Ecuatorial-Tucano \| \| \| \| |
|  |                                                                         |
|  | Chibchano-Paezano                                                       |
|  |                                                                         |
|  | Ecuatorial-Tucano                                                       |
|  |                                                                         |

|  | Chibchano-Paezano |
|  |                   |
|  | Ecuatorial-Tucano |
|  |                   |

|  | Central (uto-azteca, otomangue)                                         |
|  |                                                                         |
|  | \| \| Chibchano-Paezano \| \| \| \| \| \| Ecuatorial-Tucano \| \| \| \| |
|  |                                                                         |
|  | Chibchano-Paezano                                                       |
|  |                                                                         |
|  | Ecuatorial-Tucano                                                       |
|  |                                                                         |

|  | Chibchano-Paezano |
|  |                   |
|  | Ecuatorial-Tucano |
|  |                   |

|  | Central (uto-azteca, otomangue)                                         |
|  |                                                                         |
|  | \| \| Chibchano-Paezano \| \| \| \| \| \| Ecuatorial-Tucano \| \| \| \| |
|  |                                                                         |
|  | Chibchano-Paezano                                                       |
|  |                                                                         |
|  | Ecuatorial-Tucano                                                       |
|  |                                                                         |

|  | Chibchano-Paezano |
|  |                   |
|  | Ecuatorial-Tucano |
|  |                   |

|  | Central (uto-azteca, otomangue)                                         |
|  |                                                                         |
|  | \| \| Chibchano-Paezano \| \| \| \| \| \| Ecuatorial-Tucano \| \| \| \| |
|  |                                                                         |
|  | Chibchano-Paezano                                                       |
|  |                                                                         |
|  | Ecuatorial-Tucano                                                       |
|  |                                                                         |

|  | Chibchano-Paezano |
|  |                   |
|  | Ecuatorial-Tucano |
|  |                   |

|  | Central (uto-azteca, otomangue)                                         |
|  |                                                                         |
|  | \| \| Chibchano-Paezano \| \| \| \| \| \| Ecuatorial-Tucano \| \| \| \| |
|  |                                                                         |
|  | Chibchano-Paezano                                                       |
|  |                                                                         |
|  | Ecuatorial-Tucano                                                       |
|  |                                                                         |

|  | Chibchano-Paezano |
|  |                   |
|  | Ecuatorial-Tucano |
|  |                   |

|  | Central (uto-azteca, otomangue)                                         |
|  |                                                                         |
|  | \| \| Chibchano-Paezano \| \| \| \| \| \| Ecuatorial-Tucano \| \| \| \| |
|  |                                                                         |
|  | Chibchano-Paezano                                                       |
|  |                                                                         |
|  | Ecuatorial-Tucano                                                       |
|  |                                                                         |

|  | Chibchano-Paezano |
|  |                   |
|  | Ecuatorial-Tucano |
|  |                   |

|  | Central (uto-azteca, otomangue)                                         |
|  |                                                                         |
|  | \| \| Chibchano-Paezano \| \| \| \| \| \| Ecuatorial-Tucano \| \| \| \| |
|  |                                                                         |
|  | Chibchano-Paezano                                                       |
|  |                                                                         |
|  | Ecuatorial-Tucano                                                       |
|  |                                                                         |

|  | Chibchano-Paezano |
|  |                   |
|  | Ecuatorial-Tucano |
|  |                   |

|  | Central (uto-azteca, otomangue)                                         |
|  |                                                                         |
|  | \| \| Chibchano-Paezano \| \| \| \| \| \| Ecuatorial-Tucano \| \| \| \| |
|  |                                                                         |
|  | Chibchano-Paezano                                                       |
|  |                                                                         |
|  | Ecuatorial-Tucano                                                       |
|  |                                                                         |

|  | Chibchano-Paezano |
|  |                   |
|  | Ecuatorial-Tucano |
|  |                   |

|  | Central (uto-azteca, otomangue)                                         |
|  |                                                                         |
|  | \| \| Chibchano-Paezano \| \| \| \| \| \| Ecuatorial-Tucano \| \| \| \| |
|  |                                                                         |
|  | Chibchano-Paezano                                                       |
|  |                                                                         |
|  | Ecuatorial-Tucano                                                       |
|  |                                                                         |

|  | Chibchano-Paezano |
|  |                   |
|  | Ecuatorial-Tucano |
|  |                   |

|  | Central (uto-azteca, otomangue)                                         |
|  |                                                                         |
|  | \| \| Chibchano-Paezano \| \| \| \| \| \| Ecuatorial-Tucano \| \| \| \| |
|  |                                                                         |
|  | Chibchano-Paezano                                                       |
|  |                                                                         |
|  | Ecuatorial-Tucano                                                       |
|  |                                                                         |

|  | Chibchano-Paezano |
|  |                   |
|  | Ecuatorial-Tucano |
|  |                   |

|  | Central (uto-azteca, otomangue)                                         |
|  |                                                                         |
|  | \| \| Chibchano-Paezano \| \| \| \| \| \| Ecuatorial-Tucano \| \| \| \| |
|  |                                                                         |
|  | Chibchano-Paezano                                                       |
|  |                                                                         |
|  | Ecuatorial-Tucano                                                       |
|  |                                                                         |

|  | Chibchano-Paezano |
|  |                   |
|  | Ecuatorial-Tucano |
|  |                   |

|  | Central (uto-azteca, otomangue)                                         |
|  |                                                                         |
|  | \| \| Chibchano-Paezano \| \| \| \| \| \| Ecuatorial-Tucano \| \| \| \| |
|  |                                                                         |
|  | Chibchano-Paezano                                                       |
|  |                                                                         |
|  | Ecuatorial-Tucano                                                       |
|  |                                                                         |

|  | Chibchano-Paezano |
|  |                   |
|  | Ecuatorial-Tucano |
|  |                   |

|  | Central (uto-azteca, otomangue)                                         |
|  |                                                                         |
|  | \| \| Chibchano-Paezano \| \| \| \| \| \| Ecuatorial-Tucano \| \| \| \| |
|  |                                                                         |
|  | Chibchano-Paezano                                                       |
|  |                                                                         |
|  | Ecuatorial-Tucano                                                       |
|  |                                                                         |

|  | Chibchano-Paezano |
|  |                   |
|  | Ecuatorial-Tucano |
|  |                   |

|  | Central (uto-azteca, otomangue)                                         |
|  |                                                                         |
|  | \| \| Chibchano-Paezano \| \| \| \| \| \| Ecuatorial-Tucano \| \| \| \| |
|  |                                                                         |
|  | Chibchano-Paezano                                                       |
|  |                                                                         |
|  | Ecuatorial-Tucano                                                       |
|  |                                                                         |

|  | Chibchano-Paezano |
|  |                   |
|  | Ecuatorial-Tucano |
|  |                   |

|  | Central (uto-azteca, otomangue)                                         |
|  |                                                                         |
|  | \| \| Chibchano-Paezano \| \| \| \| \| \| Ecuatorial-Tucano \| \| \| \| |
|  |                                                                         |
|  | Chibchano-Paezano                                                       |
|  |                                                                         |
|  | Ecuatorial-Tucano                                                       |
|  |                                                                         |

|  | Chibchano-Paezano |
|  |                   |
|  | Ecuatorial-Tucano |
|  |                   |

|  | Central (uto-azteca, otomangue)                                         |
|  |                                                                         |
|  | \| \| Chibchano-Paezano \| \| \| \| \| \| Ecuatorial-Tucano \| \| \| \| |
|  |                                                                         |
|  | Chibchano-Paezano                                                       |
|  |                                                                         |
|  | Ecuatorial-Tucano                                                       |
|  |                                                                         |

|  | Chibchano-Paezano |
|  |                   |
|  | Ecuatorial-Tucano |
|  |                   |

|  | Central (uto-azteca, otomangue)                                         |
|  |                                                                         |
|  | \| \| Chibchano-Paezano \| \| \| \| \| \| Ecuatorial-Tucano \| \| \| \| |
|  |                                                                         |
|  | Chibchano-Paezano                                                       |
|  |                                                                         |
|  | Ecuatorial-Tucano                                                       |
|  |                                                                         |

|  | Chibchano-Paezano |
|  |                   |
|  | Ecuatorial-Tucano |
|  |                   |

|  | Central (uto-azteca, otomangue)                                         |
|  |                                                                         |
|  | \| \| Chibchano-Paezano \| \| \| \| \| \| Ecuatorial-Tucano \| \| \| \| |
|  |                                                                         |
|  | Chibchano-Paezano                                                       |
|  |                                                                         |
|  | Ecuatorial-Tucano                                                       |
|  |                                                                         |

|  | Chibchano-Paezano |
|  |                   |
|  | Ecuatorial-Tucano |
|  |                   |

|  | Central (uto-azteca, otomangue)                                         |
|  |                                                                         |
|  | \| \| Chibchano-Paezano \| \| \| \| \| \| Ecuatorial-Tucano \| \| \| \| |
|  |                                                                         |
|  | Chibchano-Paezano                                                       |
|  |                                                                         |
|  | Ecuatorial-Tucano                                                       |
|  |                                                                         |

|  | Chibchano-Paezano |
|  |                   |
|  | Ecuatorial-Tucano |
|  |                   |

|  | Central (uto-azteca, otomangue)                                         |
|  |                                                                         |
|  | \| \| Chibchano-Paezano \| \| \| \| \| \| Ecuatorial-Tucano \| \| \| \| |
|  |                                                                         |
|  | Chibchano-Paezano                                                       |
|  |                                                                         |
|  | Ecuatorial-Tucano                                                       |
|  |                                                                         |

|  | Chibchano-Paezano |
|  |                   |
|  | Ecuatorial-Tucano |
|  |                   |

|  | Central (uto-azteca, otomangue)                                         |
|  |                                                                         |
|  | \| \| Chibchano-Paezano \| \| \| \| \| \| Ecuatorial-Tucano \| \| \| \| |
|  |                                                                         |
|  | Chibchano-Paezano                                                       |
|  |                                                                         |
|  | Ecuatorial-Tucano                                                       |
|  |                                                                         |

|  | Chibchano-Paezano |
|  |                   |
|  | Ecuatorial-Tucano |
|  |                   |

|  | Central (uto-azteca, otomangue)                                         |
|  |                                                                         |
|  | \| \| Chibchano-Paezano \| \| \| \| \| \| Ecuatorial-Tucano \| \| \| \| |
|  |                                                                         |
|  | Chibchano-Paezano                                                       |
|  |                                                                         |
|  | Ecuatorial-Tucano                                                       |
|  |                                                                         |

|  | Chibchano-Paezano |
|  |                   |
|  | Ecuatorial-Tucano |
|  |                   |

|  | Central (uto-azteca, otomangue)                                         |
|  |                                                                         |
|  | \| \| Chibchano-Paezano \| \| \| \| \| \| Ecuatorial-Tucano \| \| \| \| |
|  |                                                                         |
|  | Chibchano-Paezano                                                       |
|  |                                                                         |
|  | Ecuatorial-Tucano                                                       |
|  |                                                                         |

|  | Chibchano-Paezano |
|  |                   |
|  | Ecuatorial-Tucano |
|  |                   |

|  | Central (uto-azteca, otomangue)                                         |
|  |                                                                         |
|  | \| \| Chibchano-Paezano \| \| \| \| \| \| Ecuatorial-Tucano \| \| \| \| |
|  |                                                                         |
|  | Chibchano-Paezano                                                       |
|  |                                                                         |
|  | Ecuatorial-Tucano                                                       |
|  |                                                                         |

|  | Chibchano-Paezano |
|  |                   |
|  | Ecuatorial-Tucano |
|  |                   |

|  | Central (uto-azteca, otomangue)                                         |
|  |                                                                         |
|  | \| \| Chibchano-Paezano \| \| \| \| \| \| Ecuatorial-Tucano \| \| \| \| |
|  |                                                                         |
|  | Chibchano-Paezano                                                       |
|  |                                                                         |
|  | Ecuatorial-Tucano                                                       |
|  |                                                                         |

|  | Chibchano-Paezano |
|  |                   |
|  | Ecuatorial-Tucano |
|  |                   |

|  | Central (uto-azteca, otomangue)                                         |
|  |                                                                         |
|  | \| \| Chibchano-Paezano \| \| \| \| \| \| Ecuatorial-Tucano \| \| \| \| |
|  |                                                                         |
|  | Chibchano-Paezano                                                       |
|  |                                                                         |
|  | Ecuatorial-Tucano                                                       |
|  |                                                                         |

|  | Chibchano-Paezano |
|  |                   |
|  | Ecuatorial-Tucano |
|  |                   |

|  | Central (uto-azteca, otomangue)                                         |
|  |                                                                         |
|  | \| \| Chibchano-Paezano \| \| \| \| \| \| Ecuatorial-Tucano \| \| \| \| |
|  |                                                                         |
|  | Chibchano-Paezano                                                       |
|  |                                                                         |
|  | Ecuatorial-Tucano                                                       |
|  |                                                                         |

|  | Chibchano-Paezano |
|  |                   |
|  | Ecuatorial-Tucano |
|  |                   |

|  | Central (uto-azteca, otomangue)                                         |
|  |                                                                         |
|  | \| \| Chibchano-Paezano \| \| \| \| \| \| Ecuatorial-Tucano \| \| \| \| |
|  |                                                                         |
|  | Chibchano-Paezano                                                       |
|  |                                                                         |
|  | Ecuatorial-Tucano                                                       |
|  |                                                                         |

|  | Chibchano-Paezano |
|  |                   |
|  | Ecuatorial-Tucano |
|  |                   |

|  | Central (uto-azteca, otomangue)                                         |
|  |                                                                         |
|  | \| \| Chibchano-Paezano \| \| \| \| \| \| Ecuatorial-Tucano \| \| \| \| |
|  |                                                                         |
|  | Chibchano-Paezano                                                       |
|  |                                                                         |
|  | Ecuatorial-Tucano                                                       |
|  |                                                                         |

|  | Chibchano-Paezano |
|  |                   |
|  | Ecuatorial-Tucano |
|  |                   |

|  | Central (uto-azteca, otomangue)                                         |
|  |                                                                         |
|  | \| \| Chibchano-Paezano \| \| \| \| \| \| Ecuatorial-Tucano \| \| \| \| |
|  |                                                                         |
|  | Chibchano-Paezano                                                       |
|  |                                                                         |
|  | Ecuatorial-Tucano                                                       |
|  |                                                                         |

|  | Chibchano-Paezano |
|  |                   |
|  | Ecuatorial-Tucano |
|  |                   |

|  | Central (uto-azteca, otomangue)                                         |
|  |                                                                         |
|  | \| \| Chibchano-Paezano \| \| \| \| \| \| Ecuatorial-Tucano \| \| \| \| |
|  |                                                                         |
|  | Chibchano-Paezano                                                       |
|  |                                                                         |
|  | Ecuatorial-Tucano                                                       |
|  |                                                                         |

|  | Chibchano-Paezano |
|  |                   |
|  | Ecuatorial-Tucano |
|  |                   |

|  | Central (uto-azteca, otomangue)                                         |
|  |                                                                         |
|  | \| \| Chibchano-Paezano \| \| \| \| \| \| Ecuatorial-Tucano \| \| \| \| |
|  |                                                                         |
|  | Chibchano-Paezano                                                       |
|  |                                                                         |
|  | Ecuatorial-Tucano                                                       |
|  |                                                                         |

|  | Chibchano-Paezano |
|  |                   |
|  | Ecuatorial-Tucano |
|  |                   |

|  | Central (uto-azteca, otomangue)                                         |
|  |                                                                         |
|  | \| \| Chibchano-Paezano \| \| \| \| \| \| Ecuatorial-Tucano \| \| \| \| |
|  |                                                                         |
|  | Chibchano-Paezano                                                       |
|  |                                                                         |
|  | Ecuatorial-Tucano                                                       |
|  |                                                                         |

|  | Chibchano-Paezano |
|  |                   |
|  | Ecuatorial-Tucano |
|  |                   |

|  | Central (uto-azteca, otomangue)                                         |
|  |                                                                         |
|  | \| \| Chibchano-Paezano \| \| \| \| \| \| Ecuatorial-Tucano \| \| \| \| |
|  |                                                                         |
|  | Chibchano-Paezano                                                       |
|  |                                                                         |
|  | Ecuatorial-Tucano                                                       |
|  |                                                                         |

|  | Chibchano-Paezano |
|  |                   |
|  | Ecuatorial-Tucano |
|  |                   |

|  | Central (uto-azteca, otomangue)                                         |
|  |                                                                         |
|  | \| \| Chibchano-Paezano \| \| \| \| \| \| Ecuatorial-Tucano \| \| \| \| |
|  |                                                                         |
|  | Chibchano-Paezano                                                       |
|  |                                                                         |
|  | Ecuatorial-Tucano                                                       |
|  |                                                                         |

|  | Chibchano-Paezano |
|  |                   |
|  | Ecuatorial-Tucano |
|  |                   |

|  | Central (uto-azteca, otomangue)                                         |
|  |                                                                         |
|  | \| \| Chibchano-Paezano \| \| \| \| \| \| Ecuatorial-Tucano \| \| \| \| |
|  |                                                                         |
|  | Chibchano-Paezano                                                       |
|  |                                                                         |
|  | Ecuatorial-Tucano                                                       |
|  |                                                                         |

|  | Chibchano-Paezano |
|  |                   |
|  | Ecuatorial-Tucano |
|  |                   |

|  | Central (uto-azteca, otomangue)                                         |
|  |                                                                         |
|  | \| \| Chibchano-Paezano \| \| \| \| \| \| Ecuatorial-Tucano \| \| \| \| |
|  |                                                                         |
|  | Chibchano-Paezano                                                       |
|  |                                                                         |
|  | Ecuatorial-Tucano                                                       |
|  |                                                                         |

|  | Chibchano-Paezano |
|  |                   |
|  | Ecuatorial-Tucano |
|  |                   |

|  | Central (uto-azteca, otomangue)                                         |
|  |                                                                         |
|  | \| \| Chibchano-Paezano \| \| \| \| \| \| Ecuatorial-Tucano \| \| \| \| |
|  |                                                                         |
|  | Chibchano-Paezano                                                       |
|  |                                                                         |
|  | Ecuatorial-Tucano                                                       |
|  |                                                                         |

|  | Chibchano-Paezano |
|  |                   |
|  | Ecuatorial-Tucano |
|  |                   |

|  | Central (uto-azteca, otomangue)                                         |
|  |                                                                         |
|  | \| \| Chibchano-Paezano \| \| \| \| \| \| Ecuatorial-Tucano \| \| \| \| |
|  |                                                                         |
|  | Chibchano-Paezano                                                       |
|  |                                                                         |
|  | Ecuatorial-Tucano                                                       |
|  |                                                                         |

|  | Chibchano-Paezano |
|  |                   |
|  | Ecuatorial-Tucano |
|  |                   |

|  | Central (uto-azteca, otomangue)                                         |
|  |                                                                         |
|  | \| \| Chibchano-Paezano \| \| \| \| \| \| Ecuatorial-Tucano \| \| \| \| |
|  |                                                                         |
|  | Chibchano-Paezano                                                       |
|  |                                                                         |
|  | Ecuatorial-Tucano                                                       |
|  |                                                                         |

|  | Chibchano-Paezano |
|  |                   |
|  | Ecuatorial-Tucano |
|  |                   |

|  | Central (uto-azteca, otomangue)                                         |
|  |                                                                         |
|  | \| \| Chibchano-Paezano \| \| \| \| \| \| Ecuatorial-Tucano \| \| \| \| |
|  |                                                                         |
|  | Chibchano-Paezano                                                       |
|  |                                                                         |
|  | Ecuatorial-Tucano                                                       |
|  |                                                                         |

|  | Chibchano-Paezano |
|  |                   |
|  | Ecuatorial-Tucano |
|  |                   |

|  | Central (uto-azteca, otomangue)                                         |
|  |                                                                         |
|  | \| \| Chibchano-Paezano \| \| \| \| \| \| Ecuatorial-Tucano \| \| \| \| |
|  |                                                                         |
|  | Chibchano-Paezano                                                       |
|  |                                                                         |
|  | Ecuatorial-Tucano                                                       |
|  |                                                                         |

|  | Chibchano-Paezano |
|  |                   |
|  | Ecuatorial-Tucano |
|  |                   |

|  | Central (uto-azteca, otomangue)                                         |
|  |                                                                         |
|  | \| \| Chibchano-Paezano \| \| \| \| \| \| Ecuatorial-Tucano \| \| \| \| |
|  |                                                                         |
|  | Chibchano-Paezano                                                       |
|  |                                                                         |
|  | Ecuatorial-Tucano                                                       |
|  |                                                                         |

|  | Chibchano-Paezano |
|  |                   |
|  | Ecuatorial-Tucano |
|  |                   |

|  | Central (uto-azteca, otomangue)                                         |
|  |                                                                         |
|  | \| \| Chibchano-Paezano \| \| \| \| \| \| Ecuatorial-Tucano \| \| \| \| |
|  |                                                                         |
|  | Chibchano-Paezano                                                       |
|  |                                                                         |
|  | Ecuatorial-Tucano                                                       |
|  |                                                                         |

|  | Chibchano-Paezano |
|  |                   |
|  | Ecuatorial-Tucano |
|  |                   |

|  | Central (uto-azteca, otomangue)                                         |
|  |                                                                         |
|  | \| \| Chibchano-Paezano \| \| \| \| \| \| Ecuatorial-Tucano \| \| \| \| |
|  |                                                                         |
|  | Chibchano-Paezano                                                       |
|  |                                                                         |
|  | Ecuatorial-Tucano                                                       |
|  |                                                                         |

|  | Chibchano-Paezano |
|  |                   |
|  | Ecuatorial-Tucano |
|  |                   |

|  | Central (uto-azteca, otomangue)                                         |
|  |                                                                         |
|  | \| \| Chibchano-Paezano \| \| \| \| \| \| Ecuatorial-Tucano \| \| \| \| |
|  |                                                                         |
|  | Chibchano-Paezano                                                       |
|  |                                                                         |
|  | Ecuatorial-Tucano                                                       |
|  |                                                                         |

|  | Chibchano-Paezano |
|  |                   |
|  | Ecuatorial-Tucano |
|  |                   |

|  | Central (uto-azteca, otomangue)                                         |
|  |                                                                         |
|  | \| \| Chibchano-Paezano \| \| \| \| \| \| Ecuatorial-Tucano \| \| \| \| |
|  |                                                                         |
|  | Chibchano-Paezano                                                       |
|  |                                                                         |
|  | Ecuatorial-Tucano                                                       |
|  |                                                                         |

|  | Chibchano-Paezano |
|  |                   |
|  | Ecuatorial-Tucano |
|  |                   |

|  | Central (uto-azteca, otomangue)                                         |
|  |                                                                         |
|  | \| \| Chibchano-Paezano \| \| \| \| \| \| Ecuatorial-Tucano \| \| \| \| |
|  |                                                                         |
|  | Chibchano-Paezano                                                       |
|  |                                                                         |
|  | Ecuatorial-Tucano                                                       |
|  |                                                                         |

|  | Chibchano-Paezano |
|  |                   |
|  | Ecuatorial-Tucano |
|  |                   |

|  | Central (uto-azteca, otomangue)                                         |
|  |                                                                         |
|  | \| \| Chibchano-Paezano \| \| \| \| \| \| Ecuatorial-Tucano \| \| \| \| |
|  |                                                                         |
|  | Chibchano-Paezano                                                       |
|  |                                                                         |
|  | Ecuatorial-Tucano                                                       |
|  |                                                                         |

|  | Chibchano-Paezano |
|  |                   |
|  | Ecuatorial-Tucano |
|  |                   |

|  | Central (uto-azteca, otomangue)                                         |
|  |                                                                         |
|  | \| \| Chibchano-Paezano \| \| \| \| \| \| Ecuatorial-Tucano \| \| \| \| |
|  |                                                                         |
|  | Chibchano-Paezano                                                       |
|  |                                                                         |
|  | Ecuatorial-Tucano                                                       |
|  |                                                                         |

|  | Chibchano-Paezano |
|  |                   |
|  | Ecuatorial-Tucano |
|  |                   |

|  | Central (uto-azteca, otomangue)                                         |
|  |                                                                         |
|  | \| \| Chibchano-Paezano \| \| \| \| \| \| Ecuatorial-Tucano \| \| \| \| |
|  |                                                                         |
|  | Chibchano-Paezano                                                       |
|  |                                                                         |
|  | Ecuatorial-Tucano                                                       |
|  |                                                                         |

|  | Chibchano-Paezano |
|  |                   |
|  | Ecuatorial-Tucano |
|  |                   |

|  | Central (uto-azteca, otomangue)                                         |
|  |                                                                         |
|  | \| \| Chibchano-Paezano \| \| \| \| \| \| Ecuatorial-Tucano \| \| \| \| |
|  |                                                                         |
|  | Chibchano-Paezano                                                       |
|  |                                                                         |
|  | Ecuatorial-Tucano                                                       |
|  |                                                                         |

|  | Chibchano-Paezano |
|  |                   |
|  | Ecuatorial-Tucano |
|  |                   |

En 2010, un estudio de los alelos y haplotipos de HLA encontró que mientras todos los amerindios de Sudamérica, Mesoamérica y  Norteamérica incluidos los Siux, podían agruparse en un clado con antepasados comunes, quedando aparte los grupos Esquimal y Na-dené, los cuales deben incluirse en un clado con pueblos de Siberia y el oriente de Asia:
|  | Nivjs                                                              |
|  |                                                                    |
|  | Tlingits                                                           |
|  |                                                                    |
|  | Na-dené                                                            |
|  |                                                                    |
|  | Koryaks                                                            |
|  |                                                                    |
|  | \| \| Chukchis \| \| \| \| \| \| Esquimales americanos \| \| \| \| |
|  |                                                                    |
|  | Chukchis                                                           |
|  |                                                                    |
|  | Esquimales americanos                                              |
|  |                                                                    |

|  | Chukchis              |
|  |                       |
|  | Esquimales americanos |
|  |                       |

|  | Sioux     |
|  |           |
|  | Mixes     |
|  |           |
|  | Mayas     |
|  |           |
|  | Chibchas  |
|  |           |
|  | Aimaras   |
|  |           |
|  | Quechuas  |
|  |           |
|  | Guaraníes |
|  |           |
|  | Tobas     |
|  |           |

|  | Nivjs                                                              |
|  |                                                                    |
|  | Tlingits                                                           |
|  |                                                                    |
|  | Na-dené                                                            |
|  |                                                                    |
|  | Koryaks                                                            |
|  |                                                                    |
|  | \| \| Chukchis \| \| \| \| \| \| Esquimales americanos \| \| \| \| |
|  |                                                                    |
|  | Chukchis                                                           |
|  |                                                                    |
|  | Esquimales americanos                                              |
|  |                                                                    |

|  | Chukchis              |
|  |                       |
|  | Esquimales americanos |
|  |                       |

|  | Sioux     |
|  |           |
|  | Mixes     |
|  |           |
|  | Mayas     |
|  |           |
|  | Chibchas  |
|  |           |
|  | Aimaras   |
|  |           |
|  | Quechuas  |
|  |           |
|  | Guaraníes |
|  |           |
|  | Tobas     |
|  |           |

En cuanto a los haplogrupos del cromosoma Y, el Q1a6 (M323*-NWT01) es exclusivo y frecuente entre los inuit, mientras que C3b frecuente entre los Na-Dené es muy raro en otros grupos de las Américas.
Por otra parte, entre los amerindios no están presentes tres haplogrupos de ADN mitocondrial: D3 hallado entre los Esquimales y D2ha encontrado entre los actuales Na-dené, Tlingit, Aleutianos y Yupik y entre los paleoesquimales que vivieron en Groenlandia hace 4.000 años. y tampoco A2a presente entre Na-dené, Aleutos y Esquimales. Sin embargo los amerindios podrían haber llegado a América en dos corrientes migratorias diferentes, una que presenta el haplogrupo X2a exclusivo del oriente de Nortemérica y D4h3 encontrado actualmente desde California hasta Brasil, ausente entre los Esquimales y Na-dené, pero también en el oriente de Norteamérica.